# Daniele Fortunato (calciatore 1963)
Daniele Fortunato (Samarate, 8 gennaio 1963) è un allenatore di calcio ed ex calciatore italiano, di ruolo centrocampista.

## Carriera

### Giocatore

Fortunato (in piedi, secondo da sinistra) nel Legnano 1983-1984

Cresciuto calcisticamente nel Legnano, con cui in cinque stagioni ottenne una promozione in Serie C1, si trasferì nell'estate del 1985 al Lanerossi Vicenza, in Serie B, dove rimase per due stagioni.
Nel 1987 passò all'Atalanta, società con la quale nella stagione 1987-1988 ottenne la promozione in Serie A e raggiunse la semifinale di Coppa delle Coppe.
Venne quindi ceduto nel 1989 alla Juventus per 6 miliardi di lire. A Torino partecipò nella stagione 1989-1990 alla conquista del double continentale composto da Coppa Italia e Coppa UEFA, tuttavia non riuscì a ritagliarsi spazi importanti anche a causa di due brutti infortuni, venendo così dirottato nel 1991 al Bari che lo acquistò per 4,35 miliardi di lire.
Giocò poco anche in Puglia e tornò quindi in Piemonte, stavolta sponda Torino, vincendo con la squadra allenata da Emiliano Mondonico anche la Coppa Italia 1992-1993.
Dalla stagione 1994-1995 tornò a giocare per l'Atalanta, dove ottenne un'altra promozione dai cadetti alla massima serie.

### Allenatore
Al termine della carriera è stato team manager all' Atalanta e osservatore al Torino, in seguito ha intrapreso quella da allenatore, inizialmente come vice proprio di Mondonico al Cosenza e al Napoli, poi assumendo incarichi in società di categorie minori, tra cui il Cuneo e l'Ivrea: a Cuneo è rimasto per tre stagioni (dal 2004 al 2007) riuscendo a centrare una promozione in Serie C2, una semifinale play-off per salire in C1 e una finale di Coppa Italia di Serie C; a Ivrea invece è riuscito a portare la squadra ad un passo dai play-off. Il 9 giugno 2008 è stato ingaggiato come allenatore del Pergocrema, neopromosso in Prima Divisione, per la stagione 2008-2009, venendo però esonerato dall'incarico il 14 ottobre dello stesso anno.
Il 9 luglio 2010 viene ingaggiato dall'AlbinoLeffe, ancora come allenatore in seconda di Mondonico; tra il 29 gennaio e il 14 febbraio 2011 gli viene inoltre affidata la guida della prima squadra a causa della temporanea rinuncia di Mondonico per motivi di salute. Il 17 giugno seguente, dopo che Mondonico (a stagione conclusa con la salvezza ai play-out contro il Piacenza) lascia definitivamente l'incarico per curarsi, Fortunato viene nominato nuovo allenatore dei lombardi; il 28 gennaio 2012 viene esonerato al termine della sconfitta casalinga contro il Bari (0-2) e sostituito da Sandro Salvioni.
Il 30 gennaio 2014 diventa allenatore del Beira-Mar, nella seconda serie portoghese, riuscendo a portare la compagine lusitana alla salvezza con varie giornate d'anticipo. Il 30 giugno 2015 diventa allenatore della squadra Primavera del Vicenza, concludendo la stagione con un 13º posto, mentre nel 2016 ne diventa coordinatore sportivo. Per la stagione 2019-2020 viene chiamato alla guida della squadra Berretti del Arzignano Valchiampo. Attualmente collabora con lo scuola di perfezionamento "Il Vero Calcio" a Vicenza

## Palmarès

### Giocatore

#### Competizioni nazionali
- Campionato italiano Serie C2: 1

Legnano: 1982-1983 (girone B)
- Coppa Italia: 2

Juventus: 1989-1990
Torino: 1992-1993

#### Competizioni internazionali
- Coppa UEFA: 1

Juventus: 1989-1990

### Allenatore
- Campionato italiano Serie D: 1

Cuneo: 2004-2005 (girone A)